# Erdélyi szász költők, írók listája
Ez a lista az erdélyi szász szerzők névsorát tartalmazza betűrendben, évszámmal ellátva:
- Wolf von Aichelburg (1912–1994)
- Michael Albert (1836–1893)
- Josef Bacon (1857–1941)
- Hans Bergel (1925–2022)[1]
- Andreas Birkner (1911–1998)
- Rolf Bossert (1952–1986)
- Georg Böhm (1924–)
- Brallerus Keresztély (16.–17. század)
- Andreas Brecht von Brechtenberg (1805–1842)
- Martin Brenner (? 1553)
- Bernhard Capesius (1889–1981)
- Roswith Capesius (1929–1984)
- Oscar Walter Cisek (1897–1966)
- Clementis Zakariás (17. század – 18. század)
- Simon Cristophori (1671–1726)
- Georg Deidrich (? –1605)
- Christian Flechtenmacher (1785–1843)
- Tobias Fleischer (1647–1713)
- Otto Folberth (1876–1991)
- Valentin Frank von Frankenstein (1643-1697)
- Frida Franz
- Johann Friedrich Geltch (1815-1851)
- Johannes Gorgias (1640–1684)
- Paul Rudolf Gottschling (?–kb. 1805)
- Egon Hajek (1888–1964)
- Christian Heyser (1776–1839)
- Franz Hodjak (1944–2025)
- Johannes Honterus (1498–1549)
- Albert Huet (1537–1607)
- Otto Fritz Jickeli (1888–1960)
- Viktor Kästner (1826–1857)
- Johann Samuel Kessler (1711–1796)
- Johann Kinder von Friedenberg (1672–1740)
- Hermann Klöss (1880–1948)
- Friedrich Krasser (1818-1893)
- Anemone Latzina (1942–1993)
- Johannes Lebel (~1490–1566)
- Michael Lebrecht (1757–1807)
- Hans Leicht (1886–1937)
- Michael Markel (1939–)
- Joseph Marlin (1824–1849)
- Georg Maurer (1907–1971)
- Petrus Mederus (1602–1678)
- Heinrich Melas (1829–1894)
- Adolf Meschendörfer (1877–1962)
- Maximilian Leopold Moltke (1819–1894)
- Martin Samuel Möckesch (1813–1890)
- Friedrich Müller-Langenthal (1884–1969)
- Johann Gottfried Müller (1796–1881)
- Walter Myss (1920)
- Bernhard Ohsam (1926–2001)
- Oskar Pastior (1927–2006)
- Oskar Paulini (1904–1980)
- Otto Piringer (1874–1950)
- Andreas Pinxner (17. század)
- Ritoók János, eredeti nevén Johann Miess Günther (1935–1981)
- Daniel Roth (1801–1859)
- Stephan Ludwig Roth (1796–1849)
- Georg Scherg (1917–2002)
- Christian Schesaeus (1535–1585)
- Eginald Schlattner (1933)
- Friedrich Wilhelm Schuster (1824–1912)
- Claus Stephani (1938)
- Stephan Stieröchsel (Taurinus) (1485–1519)
- Andreas Teutsch (1669–1730)
- Traugott Teutsch (1829–1913)
- Johannes Tröster (?–1670)
- Ernest Wichner (1952) költő
- Erwin Wittstock (1939)
- Joachim Wittstock (1939)
- Johannes Zabanius (1664–1703)
- Heinrich Zillich (1898–1988)